# Роберто Равиола
Роберто Равиола, (Болоња, 31. мај 1939 – 5. фебруара 1996. Кастел дел Рио) је италијански стрип цртач и сценариста познат у свијету стрипа по умјетничком имену Магнус. Аутор је бројних стрипова међу којима се истиче Алан Форд који је велику популарност стекао у Италији и земљама бивше Југославије.

## Биографија
Дипломирао на Академији ликовних умјетности као професор ликовне културе и сценографије 1961, па се осим стрипом бавио и позориштем. За вријеме студирања направио је своја прва два (необјављена) рада  Осветник (1958.) и Доктор Кастнер (1961). Та прва дјела је потписао с Bob la Volpe (Лисица Боб), својим првим умјетничким именом, да би касније дошао до имена Магнус из латинске реченице Magnus pictor fecit (Велики сликар је ово направио) коју је видио на универзитету. У Милану се 1964. повезује с Лучаном Секијем (алијас Макс Бункер) и тако је рођена једна од најтрајнијих и најплоднијих сарадњи у свијету италијанског стрипа. Као представници црног стрипа, у њиховим су првим дјелима преовладавали анти-јунаци, садистичке убице са великом дозом еротике. Тако је свјетло угледао Криминал (1964.- 1974.) који је алиас Ентонија Логана, енглеског професионалног лопова. Настао је по узору на истовремни али пуно популарнији италијански стрип Диаболик. Криминал је имао пратитељицу Лолу Хадсон, иначе бившу жену инспектора Патрика Милтона, његовог главног противника. Стрип је угашен након 419 бројева. У броју 90. Quello che non ti aspetti Криминал сусреће Сатаника - ово је први случај кросовера у италијанском стрипу. Прва екранизација стрипа названа Криминал направљена је 1966, под режисерском палицом Умберта Ленција, а главну улогу је добио холандски глумац Глен Саксон. Наставак под именом Il marchio di Kriminal режирао је Fernando Cerchio у љето 1968.
Истовремено с Криминалом настаје и Сатаник (1964—1974), први женски анти-јунак, немилосрдна научница. Лик је направљен по узору на роман Чудан случај др Џекила и мр. Хајда од Роберта Луиса Стивенсона. Магнус је напустио мјесто цртача након броја 161. Магнус и Бункер су због садистичког насиља и еротских сцена у Криминалу и Сатанику имали великих проблема с тадашњом цензуром, те су оптужнице против њих подизане неколико пута, али никад нису осуђени. Табле с полуголим дјевојкама често је цензурирао сам издавач. 1966. настају Gesebel (23 епизоде), научнофантастични стрип о краљици далеког Дјевичанског планета, те Dennis Cobb Agente SS018, који је настао под утицајем Џејмс Бонда. 1968. објављују сатирични стрип Максмагнус (25 епизода), чија се радња одвија у имагинарном средњем вијеку у којем владари искориштавају сиромашан народ. Име стрипа је добивено комбинацијом ауторових имена, док је Магнус себе карикатурално приказао у лику министра финанција, који ће касније бити пребачен у лик Боба Рока у Алан Форду, јер је Максмагнус својеврсна претеча Алан Форд.
Алан Форд настаје 1969, сатирични стрип темељен на црном хумору и критици друштва, који говори о доживљајима разнолике и маргинализиране групе тајних агената која се назива ТНТ. За изглед главног лика Магнус је узео лице плавооког британског глумца Питера О`Тула. Стрип излази и дан данас, док је Магнус напустио мјесто цртача послије 75 бројева. Након неког времена и цртања једне књижице Алана Форда мјесечно, Равиола је одлучио напустити рад на Алану Форду те се посветити развоју неких нових ликова. Последњу епизоду Алана Форда нацртао је 1975. године (број 75, Одлазак Суперхика). Након тога нацртао је још само једну епизоду, 1985. године (број 200, Хик, хик, хура), која по квалитету цртежа прилично заостаје за ранијим радовима.
Сарадњу с Бункером Магнус прекида 1975. када започиње самосталну каријеру. Та година му је била најпродуктивнија, када је за Ренца Барбиерија (аутора и издавача италијанских еротских стрипова и оснивача издавачке куће Едифумето) направио еротске стрипове Поноћ смрти, Десет витезова и чаробњак, Те ноћи на колеџу за дјевојке, те Жива лобања. Одмах након одласка од Бункера, Магнус се пребацио са гротеске на сирови реализам. И тада је тај "занатлија у стрипу" како је називао самог себе, а заправо је био творац новог стила реализације, лансирао у свијет Незнанац који је на енглеском преведен као Специјалац, те несумњиво представља према многим обожаватељима његово највеће ремек дјело због оригиналности радње и живе изражајности зрелог графичког стила. Магнус је развио прву серију стрипа уз помоћ свог пријатеља, пјевача и писца Francesca Guccinija. Прва серија Незнанца (између јула 1975. и јануара 1976.), издана је у Edizioni del Vascelo, а састоји се од пет пустоловина објављених у шест свесака са укупно 664 табле у црно-бијелој техници што их је Магнус реализовао потпуно сам, јер осим цртежа, сценографије и насловних страница у боји, он је аутор сценарија. Главни јунак је песимистични повратник из Легије странаца са не баш кристално јасном прошлошћу у Алжиру и Индокини, успоменама којима се безуспјешно покушава отргнути. Његову прошлост Магнус оживљава у брзим флешбековима, а главни се доживљај сваке авантуре испреплиће с једним или с више споредних пустоловина, стварајући заплет набијен напетошћу, непредвидивошћу и наглим обратима. У свим је епизодама убацивао актуалне политичке и друштвене ситуације, попут корупције, тероризма и трговине дрогом.
Незнанац 1981. почиње излазити у новинама La Nazione и Il Resto del Carlino, а годину дана касније Магнус објављује цијелу причу за магазин Ориент Експрес у којем је изашла и задња прича 1984. Један кратки пролог за необјављену причу У међувремену се нашао 1996. у Comixu. Ту причу је Магнус посветио свом добром пријатељу, цртачу Francu Bonviciniju. Послије прве серије Незнанца, Магнус 1977. успоставља сарадњу са својим учеником и пријатељем Giovannijem Romaninijem, те настаје серијал обиљежен сјајним цртежом, занимљивом причом и одличним преводом Марије Јуреле. La Compagnia della Forca (укупно 20 епизода) је стрип код нас преведена као Дружина од вјешала, а излазио је у издању Вјесникове (ВПА) Суперстрип библиотеке 1987. - 1988, десет година након италијанске премијере. Године 1978. објављује се I Briganti, стрип за који је Магнус већину табли нацртао још 1973—1974. Затим 1979. слиједи Vendetta Macumba. Овај стрип је препун хорора и еротике, а сценариј је написао Ennio Missaglia. У овом је периоду Магнус до краја развио свој цртачки стил, те се чини како без проблема скаче из једног жанра у други. Од 1980. до 1984. ради на серијалу научна фантистика Milady nel 3000 који говори о Paulini Zumo, охолој грофици и пуковнику династије Зумо. Њена прича је смјештена у 3000. годину, а представља сликовиту мјешавину кинеских ношњи, италијанске ренесансе, хипертехнолошких пејзажа и Флеш Гордона. Стрип је излазио у часописима Il Mago и Еурека, а објављен је у Француској, Шпанији, Белгији и САД. Годину дана након Milady 3000 Магнус објављује стрип Некрон (1981. - 1985.) за који је сценариј писала Ilaria Volpe. Било је неких расправа о томе да је Магнус приступио овом раду из економских, а не умјетничких потреба. Међутим, он се озбиљно посветио Некрону, те прекорачио неке границе, отишавши степеницу даље од класичних еротских стрипова. Некрон је невјеројатна мјешавина хорора и порнографије препуна ужасних и вулгарних сцена које Магнус обогаћује гротескним и духовитим приказима. За ово дјело је одабрао стил Ligne Claire, а поједине табеле је потписивао с МС. Стрип је наишао на више него добар одазив код публике, али је Магнус био извргнут немилости критике и одмах је пао на маргине "девете умјетности". За лик Friede Boher узео је добру пријатељицу Mariu Graziu Perini. Слиједећи његов рад је 110 пилула из 1985. за који је причу узео из једног кинеског романа. Цијело дјело је прожето бројним и експлицитним сценама секса који и овдје наравно симболизира муку и смрт умјесто живота. Слиједе Зачаране жене из 1987, својеврсна химна женствености.
Магнус се 1991. преселио у Кастел дел Рио и задње године свога живота Равиола је провео цртајући 224 табли специјалног издања Текса Вилера под називом Долина терора за издавачку кућу Серђо Бонели. Пуних шест година било је потребно да Магнус заврши то, на жалост своје посљедње дијело, које се у потпуности може назвати ремек-дјелом. Стрип је рађен по сценарију Клаудија Ниција. Био је то први број у специјалном серијалу "Il Texone". Умро је 5. фебруара 1996. док је радио на задњим страницама тог стрипа. Постхумној промоцији тог издања, Равиолина удовица пожалила се Серђију Бонелију да је на граници сиромаштва, јер је Бункер за себе приграбио сва ауторска права од Алана Форда, а од свих реиздања Магнус није имао ништа. Серђо Бонели је ангажовао свог личног адвоката. Тако су ауторска права на легендарног Алана Форда који ни половину своје популарности не би достигао без сјајног цртања Роберта Равиоле,завршила у рукама његове породице.